# Industria del calzado

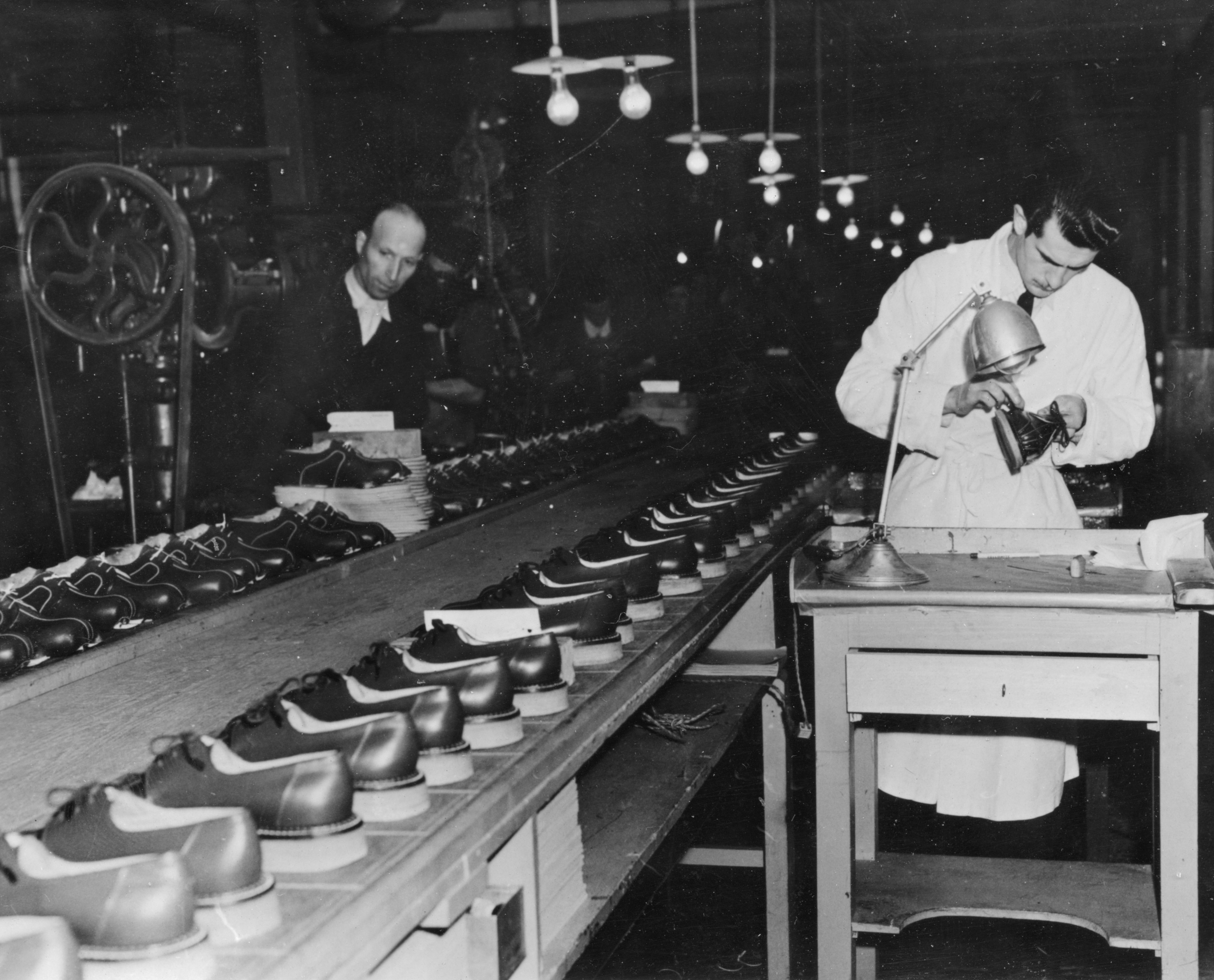
Fábrica de zapatos

La industria del calzado es el conjunto de actividades de diseño, fabricación, distribución, comercialización, y venta de todo tipo de calzado para el pie.
La industria puede agruparse por segmentos de productos tales como zapatos de vestir, zapatillas, zapatos para niños, zapatos para señoras, botas, zapatillas para deportes, calzados especiales u ortopédicos, botas especiales para deportes (esquí, patinaje, equitación), sandalias.
La industria también puede ser analizada desde la posición y tareas que las distintas empresas ocupan en la cadena productiva, como ser:
. Suministro de materias primas
. Diseño
. Corte de materiales
. Confección y fabricación
. Producción
. Distribución
. Ventas 
El sector del calzado constituye una industria muy diversificada que abarca una gran variedad de materiales (tela, plástico, caucho y cuero) y productos, desde los tipos generales de calzado para hombre, mujer y niños hasta productos más especializados, como botas para practicar snowboard y calzado de protección. Esta diversidad de productos finales no es sino fiel reflejo de la multitud de procesos industriales, empresas y estructuras de mercado existentes.

## Historia
El diseño y la fabricación del calzado se remontan a los orígenes de la humanidad.
Existen evidencias de que ya en el paleolítico superior el hombre utilizaba pieles de animales y fibras vegetales para proteger sus pies, elaborando cubiertas y sandalias.
Desde mediados del siglo XVIII, es decir, desde el principio del período llamado Revolución Industrial, la industria 
del calzado empieza a consolidarse con el empleo de mano de obra, la numeración del calzado y el montaje de industrias destinadas a la fabricación de calzados. La industria del calzado no se inició de la misma forma en todo el mundo. Unos países, dado su desarrollo interior, fueron más aventajados que otros en crear los procesos industriales que, al principio, convivían con la actividad artesanal.

## Producción Mundial
| Principales productores de calzados (2016) (millones de pares) | Principales productores de calzados (2016) (millones de pares) |
| -------------------------------------------------------------- | -------------------------------------------------------------- |
| China                                                          | 11.110                                                         |
| India                                                          | 2.790                                                          |
| Vietnam                                                        | 971                                                            |
| Brasil                                                         | 899                                                            |
| Indonesia                                                      |                                                                |
| Mundo                                                          | 21400                                                          |

Fuente
| Principales consumidores de calzados (2016) (millones de pares) | Principales consumidores de calzados (2016) (millones de pares) |
| --------------------------------------------------------------- | --------------------------------------------------------------- |
| China                                                           | 3.200                                                           |
| India                                                           | 2.680                                                           |
| Estados Unidos                                                  | 2.340                                                           |
| Brasil                                                          | 796                                                             |
| Mundo                                                           | 19600                                                           |

Fuente
| Principales exportadores de calzados (2016) (millones de pares) | Principales exportadores de calzados (2016) (millones de pares) |
| --------------------------------------------------------------- | --------------------------------------------------------------- |
| China                                                           | 8.000                                                           |
| Vietnam                                                         | 654                                                             |
| Indonesia                                                       | 387                                                             |
| Alemania                                                        | 252                                                             |
| Brasil                                                          | 126                                                             |

Fuente

## Industria del calzado enLeón Guanajuato
León, Guanajuato es considerada la capital del calzado mexicano y una de las principales urbes zapateras a nivel mundial. En 1645 se documentó la existencia de un artesano zapatero local y de un taller de zapatos perteneciente a un regidor local.
El primer gremio relacionado con el calzado fue fundado en 1765, perteneciente a la industria del cuero local. En 1809 surgió un gremio exclusivo para los zapateros.
Con la revolución industrial se fundaron fábricas de calzado modernas lo que ayudó a formar un clúster económico que contaba con cientos de maestros zapateros. A principios de 1900 existían en León 1287 talleres zapateros y una industria local de materias primas.
En 1926 se inauguró la Unión de Fabricantes de Calzado, el cual tenía como objetivo la defensa de los zapateros y el progreso de la industria local.
Durante 1933 el valor de la producción zapatera ascendía a 20 millones de pesos e involucraba al 35% de la población laboralmente activa. 
La apertura económica de México durante las últimas décadas del siglo XX fue un duro golpe para la industria del calzado. Devaluaciones económicas, fuga de capitales extranjeros y la entrada de fabricantes chinos obligaron a muchos talleres a cerrar sus puertas. Esto poco a poco ha cambiado el enfoque exportador de la industria hacia uno dirigido a nichos especializados y al comercio local

## Industria del calzado en España
En España el primer foco se crea en  la Comunidad Valenciana, en la zona del Medio Vinalopó, se inició a mediados del siglo XIX y, a final del mismo siglo, ya existía una industria consolidada y mecanizada (hasta donde llegaba la tecnología del momento), que daba empleo a miles de familias, con industrias que superaban los mil trabajadores.
Destaca la ciudad de Elda, que ostentó la primera Feria Internacional de Calzado en España, y Elche, en la que se produce más del 40% del calzado nacional, además de Villena y Monóvar localizada en el centro del triángulo y que juntas forman uno de los focos productores más importantes de Europa.
También alcanzan protagonismo las industrias de fabricación de calzado en Almansa (Albacete), Vall de Uxó (Castellón), Valverde del Camino (Huelva), Arnedo (La Rioja), Islas Baleares, entre otras zonas y ciudades de España.